# 10932 Rebentrost
10932 Rebentrost eller 1998 DL1 är en asteroid i huvudbältet som upptäcktes den 18 februari 1998 av den tyske astronomen Gerhard Lehmann vid Drebach-observatoriet. Den är uppkallad efter David Rebentrost.
Asteroiden har en diameter på ungefär 8 kilometer.